# Taygete (maan)
Taygete, of Jupiter XX is een natuurlijke satelliet van Jupiter. De maan werd ontdekt door de Universiteit van Hawaï, geleid door Scott S. Sheppard in 2000 en kreeg de naam S/2000 J 9.
Taygete is 5 kilometer in doorsnee en draait om Jupiter met een gemiddelde afstand van 23,363 Gm in 732,42 dagen.
Taygete is genoemd naar Taygete, een van de Pleiaden uit de Griekse mythologie.